# Dungeon Demo
Demo fue de vital importancia, ya que gracias a este demo, la banda logró convencer a Chris Hufford y Bryce Edge de producir el siguiente demo, que fue conocido como "Manic Hedgehog Demo". Contiene 2 temas que la banda ya venía ensayando y grabando en sus demos (aunque en esta ocasión si sufrieron una regrabación, con algunos pequeños cambios) y un tema nuevo, "Stop Whispering", que luego sería incluido en su primer álbum de estudio, en el año 1993, Pablo Honey, que sería conocido por el Sencillo Creep

## Lista de canciones
1. 01. What Is That You Say? (4.02)
2. 02. Stop Whispering (4.12)
3. 03. Give It Up (3.49)

- Datos: Q8770958